# Melchor Prieto

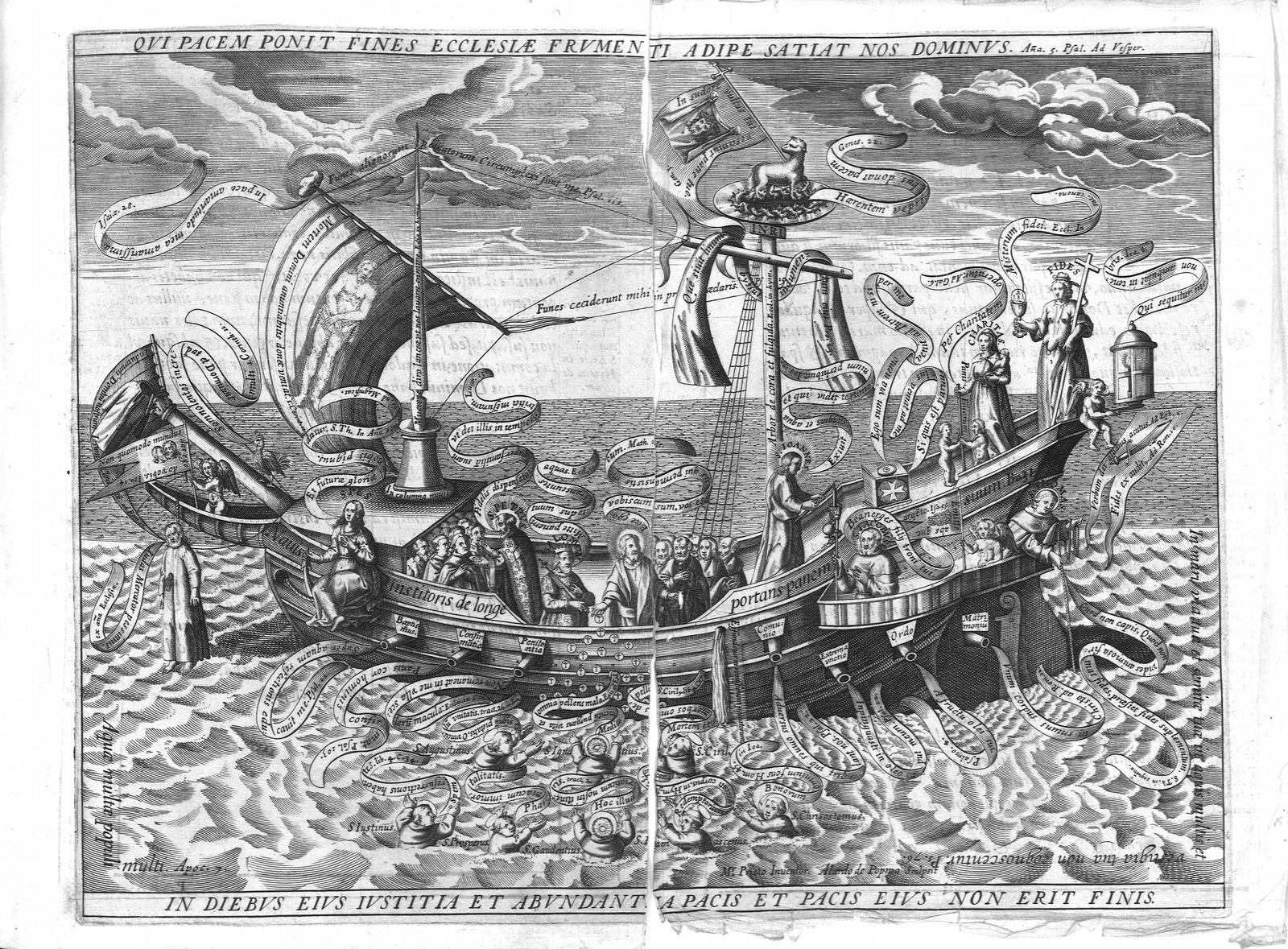
«Navis institoris de longe portans panem», grabado de Psalmodia eucharistica, Madrid, 1622, salmo quinto de vísperas, firmado «M. Prieto Inventor / Alardo de Popma sculpsit».

Melchor Prieto (Burgos, 1578 –Madrid, 1648) fue un fraile mercedario español, autor de obras teológicas, históricas y de devoción.
Natural de Burgos, Prieto fue autor de un «santoral burgense» y de una Crónica e historia de la Ciudad de Burgos por el R. P. Mtro Fr Melchor Prieto de la Orden de la Merced y natural de la misma ciudad, que se conserva manuscrita en la Biblioteca Nacional. Estudió teología en la Universidad de Salamanca, donde se encontraba en 1593. Comendador luego en el colegio de su orden en Burgos y profesor de teología en Toledo, en 1612 fue designado vicario general de su orden en Perú donde permaneció hasta 1618. Al volver a la península renunció al obispado de Paraguay para el que había sido elegido por considerarse indigno de él, según decía en la portada de la Expositio paraphrastica, literalis, et mystica orationis, et institutionis dominicae (Madrid, tipografía regia, 1630).
Prieto escribió también un libro dedicado al patriarca san José (Iosephina Evangelica, literal, y mística, en Madrid, por Luis Sánchez, 1613) y la que es sin duda la obra que más fama le ha granjeado: la Psalmodia eucharistica, «geroglíficos al altísimo Sacramento» según los definió su autor. La Psalmodia, con los grabados que la adornan, constituye la más barroca exaltación doctrinal y gráfica de la Eucaristía. Impresa en Madrid por Luis Sánchez en 1622, salió ilustrada con quince estampas grabadas sobre dibujos inventados y dirigidos por el propio Melchor Prieto por Alardo de Popma, que firmó nueve de las estampas, Juan de Courbes, autor de otras cinco y Juan Schorquens, que lo fue de una. 
Los grabados tuvieron una inmediata influencia en la pintura y los pintores como cabe observar, entre otras, en la Nave de la Iglesia que pintó Alejandro de Loarte para la parroquial de Los Yébenes (Toledo), imitada de la Navis institoris de  Popma solo dos años después de la aparición de la Psalmodia, o en los Santos Justo y Pastor, pintura al óleo de José Juárez, en cuya composición se ha visto el modelo de la estampa que representa la adoración del Cordero místico.